# Barbro Enberg
Barbro Enberg, född 1 januari 1943 i Uppsala, är en svensk skådespelare och regissör.

## Biografi
Enberg började 1975 vid Dalateatern och verkade där under tre decennier som skådespelare och regissör. Bland de roller hon gjort kan nämnas Birgit i Tillståndet, Phyllis i God fortsättning, Olga i Tre systrar, Fru Alving i Gengångare och Majvor i Masjävlar. Bland de pjäser hon regisserat finns Dr. Burkes egendomliga eftermiddag och Samuel Becketts Lyckans dar.
På 2000-talet började Enberg verka som film- och TV-skådespelare. Hon debuterade 2004 i Masjävlar och har därefter medverkat i bland andra Män som hatar kvinnor (2009), Bibliotekstjuven (2011) och Losers (2013).
I december 2007 läste Enberg Viktor Rydbergs Tomten i radioprogrammet Gomorron Dalarna.

## Filmografi
- 2004 – Masjävlar
- 2006 – Kronprinsessan (TV-serie)
- 2007 – Höök (TV-serie)
- 2009 – Män som hatar kvinnor
- 2009 – I skuggan av värmen
- 2009 – Gröna handen
- 2010 – Millennium (TV-serie)
- 2010 – Maria Wern (TV-serie)
- 2011 – Bibliotekstjuven (TV-serie)
- 2013 – I lodjurets timma
- 2013 – Losers
- 2015 – Blå ögon (TV-serie)

## Teater

### Roller
| År   | Roll    | Produktion                                            | Regi              | Teater      |
| ---- | ------- | ----------------------------------------------------- | ----------------- | ----------- |
| 1994 | Mrs Joe | Lysande utsikter (Great Expectations) Charles Dickens | Hans Rosenquist   | Dalateatern |
| 1999 |         | Paradiset Martin Lindberg                             | Martin Lindberg   | Dalateatern |
| 2003 | Gonzaga | Stormen (The Tempest) William Shakespeare             | Patrik Pettersson | Dalateatern |